# Aragonais

Les langues en Aragon. L'aragonais est en rouge, le catalan en rose et le castillan en jaune.

 (février 2023).
Si vous disposez d'ouvrages ou d'articles de référence ou si vous connaissez des sites web de qualité traitant du thème abordé ici, merci de compléter l'article en donnant les références utiles à sa vérifiabilité et en les liant à la section « Notes et références ».
L'aragonais est la langue romane autochtone parlée en Aragon, à l'exception d'une frange orientale (la Frange d'Aragon) traditionnellement catalanophone,,.
Si au Moyen Âge elle était parlée sur la plus grande partie du territoire aragonais, elle a reculé pour n'être plus parlée aujourd'hui que dans quelques vallées pyrénéennes dans la province de Huesca (principalement dans les comarques de Jacetania, Alto Gallego, le Sobrarbe et la partie occidentale de Ribagorce). On évalue le nombre de locuteurs à  25 500.

## Description linguistique

### Classification
L'aragonais est classé, pour des motifs géographiques et historiques, parmi les langues ibéro-romanes. Certains traits caractéristiques de celles-ci — comme la sonorisation des occlusives sourdes intervocaliques — sont toutefois absentes de l'aragonais (particulièrement le dialecte central, et cela a diffusé dans le gascon de la vallée d'Aspe).
| Langue               | Occlusive bilabiale | Occlusive alvéolaire | Occlusive vélaire |
| -------------------- | ------------------- | -------------------- | ----------------- |
| Latin                | SAPERE              | RUTA                 | URTICA            |
| Aragonais            | saper               | ruta (planta)        | xordica           |
| Castillan            | saber               | ruda (planta)        | ortiga            |
| Catalan / Occitan    | saber               | ruda (planta)        | ortiga            |
| Gascon (félibres)    | sabé                | (ar)rude (plante)    | ourtigue          |
| Galicien / Portugais | saber               | (ar)ruda (planta)    | urtiga            |
| Français             | savoir              | rue (plante)         | ortie             |

Bien que certains linguistes classent l'aragonais dans le groupe des langues ibéro-romanes, l'aragonais présente des divergences qui l'éloignent des langues romanes de l'ouest de la péninsule (castillan, astur-léonais, galicien-portugais), et qui le rapprochent plutôt du catalan et du gascon, par exemple en ce qui concerne la conservation des particules pronominales adverbiales ibi/bi/i et en/ne. On retrouve de plus, dans le lexique élémentaire de l'aragonais, un pourcentage légèrement supérieur de vocables apparentés au catalan (particulièrement l'occidental) et au gascon qu'au castillan, encore que cela dépende des variétés. Ainsi, l'aragonais occidental ne partage pas autant son lexique avec ses voisins orientaux que ne le fait l'aragonais du Sobrarbe et de Ribagorce. Les anciennes langues de Navarre et de la Rioja sont des variétés navarro-aragonaises plus proches du castillan.
Par voie de conséquence, l'aragonais moderne se situe à mi-distance entre le groupe ibéro-roman et le groupe occitano-roman, formant un pont entre le castillan et le catalan, mais aussi souvent entre le castillan, catalan et gascon. Le fait de partager exclusivement avec le gascon et le catalan nord-occidental (et à l'occasion, avec le basque) une série de vocables romans et aussi pré-romans, [Selon qui ?]
Ces classifications font que l'aragonais peut apparaître comme la plus orientale des langues ibéro-romanes (dans lesquelles ne sont pas inclus le catalan ou le gascon), ou bien comme la plus sud-occidentale des langues occitanes, pyrénéennes ou gallo-romanes.[Selon qui ?]
L'aragonais peut aussi être rapproché, sur bien des aspects, avec la langue mozarabe qui l'influença quelque peu comme substrat lexical principal lors de l'expansion de l'aragonais au sud jusque vers Saragosse et Teruel. Il a été l'intermédiaire pour l'introduction de nombreux arabismes ou mozarabismes en catalan.[réf. nécessaire]

### Phonétique historique
Les principales caractéristiques de l'aragonais dans son évolution diachronique depuis le latin sont :
- Les O, E ouvertes du protoroman sont systématiquement diphtongués en [we], [je], y compris devant yod (cas où le castillan ne produit pas de diphtongue)[8] :
  - PONTE > puent (Cast. puente; Ast. ponte; Cat. pont; Occ. pont/pònt)
  - FERRU > fierro (Cast. hierro; Ast. fierru; Cat. ferro; Occ. fèrre/hèr;Port. ferro)
  - le E est aussi diphtongué en [ja] dans quelques parlers centraux (puande, fiarro) ou dans quelques mots généraux (balluaca). La diphtongue [ue] s'est occasionnellement maintenue à un stade archaïque [uo]: (luogo)[8].
  - FOLIA > fuella (Cast. hoja; Ast. fueya; Cat. fulla; Occ. fuèlha/huelha: Port. folha)
  - SPEC'LU > espiello (Cast. espejo; Ast. espeyu; Cat. espill; Occ. espelh; Port. espelho)
- Perte du -E final non accentué :
  - GRANDE > gran (Cast. grande; Ast. grande; Cat. gran; Occ. grand/gran; Port. grande)
  - FRONTE > frent (Cast. frente; Ast. frente; Cat. front; Occ. front/frònt)
- À la différence d'autres langues romanes de substrat bascoïde, comme le castillan et le gascon, l'aragonais préserve le F- initial latin[8] :
  - FILIU > fillo (Cast. hijo; Ast. fíu; Cat. fill; Occ. filh/hilh; Gall.-Port. filho)
- Le yod roman (GE-, GI-, I-) devient afriquée palatale sourde ch [tʃ]:
  - JUVEN > choben (Cast. joven; Ast. xoven; Cat. jove; Occ. jove; Port. jovem)
  - GELARE > chelar (Cast. helar; Ast. xelar; Cat. gelar; Occ. gelar; Port. gelar)
- Comme en languedocien occidental et en galicien-portugais, absence de palatalisation des groupes romans -ULT-, -CT-, qui donnent [jt][8] :
  - FACTU > feito (Cast. hecho; Ast. fechu; Cat. fet; Occ. fach/fait/hèit; Gall.-Port. feito)
  - MULTU > muito (Cast. mucho; Ast. muncho; Cat. molt; Occ. mo[l]t; Gall.-Port. muito)
  - NOCTE > nueit (Cast. noche; Ast. nueche; Cat. nit; Occ. nuèch/nuèit; Gall-Port. noite)
  - Il existe des réductions dans certaines variétés, comme la belsetana (feto, muto, nuet), et des hybridations avec une forme castillane (fecho).
- Les groupes romans -X-, -PS-, SCj- deviennent des afriquées palatales sourdes ix [ʃ] :
  - COXU > coixo (Cast. cojo; Ast. coxu; Cat. coix; COXA > Occ. cuèissa/cueisha; Port. coxa)
- Comme pour la majorité des langues romanes occidentales, et à la différence de l'espagnol, les groupes romans -Lj-, -C'L-, -T'L- deviennent latérales palatales ll [ʎ][8] :
  - MULIERE > mullé(r) (Cast. mujer; Ast. muyer; Cat. muller; Occ. molhèr; Gall.-Port. mulher)
  - ACUT'LA > agulla (Cast. aguja; Ast. aguya; Cat. agulla; Occ. agulha; Gall.-Port. agulha)
- Comme en castillan, en catalan (partiellement), en gascon (partiellement), en asturien et en galicien, le V devient /b/:
  - VALORE > balor (Cast. valor [b-]; Cat. valor [b-/v-]; Occ. valor [b-/v-]; Ast. valor [b-]; Gall. valor [b];Port. valor [v](ne se prononce [b] qu’au nord du Portugal))

### Éléments de morphosyntaxe

#### Articles
Maintien partiel de la forme archaïque lo (< ILLUM) de l'article défini masculin singulier, et présence d'une variante ro/ra (à rapprocher du gascon pyrénéen eth/era).

#### Déterminants possessifs
Les adjectifs possessifs sont généralement précédés de l'article défini (possessif articulé), comme en catalan et partiellement en occitan. Le substantif ainsi déterminé peut se trouver au milieu de la combinaison résultante :
- O mío campo; a mía casa; a casa mía; etc. (mon champ, ma maison, ma maison, etc).

L'article peut être omis dans certains cas :
- Casa nuestra ye zerqueta d'aquí (notre maison est proche d'ici).

Avec certains substantifs se référant à des parents proches, on peut aussi employer la forme courte du possessif, qui ne s'accompagne pas de l'article (à rapprocher du catalan, où les possessifs atones sont maintenus localement dans des cas similaires) :
- Mi pai; tu mai. (mon père, ta mère)

#### Pronoms

##### Particules pronominales
L'aragonais, comme beaucoup d'autres langues romanes, mais à la différence des langues ibéro-romanes et comme en catalan, conserve les formes latines ENDE et IBI comme particules pronominales : en/ne (en français : en) et bi/i/ie (en français : y).

##### Combinaisons de formes pronominales
La combinaison, commune en aragonais, des pronoms personnels de la troisième personne du complément direct ou indirect, ne distingue pas seulement le nombre de l'indirect (li/le; lis/les) mais à la fois le genre et le nombre, associé en une seule forme (en).
- Li'n / Le'n
- Lis ne / Les ne

La forme est très particulière si l'on compare avec les langues voisines, dans lesquelles ou bien on différencie le genre et le nombre dans l'indirect (castillan) ou bien on les différencie dans l'indirect (catalan) :
- As mazanas, ta Chusepa, li'n daban siempre que en quereba.
- (castillan : Las manzanas, a Josefa, se las daban siempre que quería.)
- (catalan : Les pomes, a Josepa, les hi/li les donaven sempre que en volia.)

Il est à noter qu'il existe des formes, dans certaines variétés dialectales de l'aragonais, qui laissent apparents le nombre et le genre du complément direct. Il en est ainsi dans les formes du parler de Ribagorce lo i, la i, los i, las i; ou dans celles de la belsetana le'l/le lo, le la, le's/le los, le las, comparables avec les formes du catalan classique li'l, li la, etc. encore vivantes dans une bonne partie du pays Valencien :
- Las mazanas, ta Chusepa, las i daban siempre que en queriba.
- Las mazanas, ta Chusepa, le las daban siempre que en quereba.

#### Évolutions grammaticales diachroniques
- À la différence du castillan et du catalan (sauf très localement), maintien du -B- latin dans les terminaisons de l'imparfait de l'indicatif des deuxième et troisième conjugaison[9] : teniba (occ. teniá/tienèva, es. tenía, cat. tenia, gal.-port. tinha)

## Aspects historiques, sociaux et culturels

### Histoire de la langue

Carte diachronique montrant le développement et l'évolution des langues parlées dans la péninsule ibérique de l'an 1000 à nos jours.

La langue est originaire du latin vulgaire qui s'est formée sur un substrat vascon dans les vallées pyrénéennes aragonaises durant les VIIe et VIIIe siècles. Elle reçut ensuite, durant sa période médiévale, l'appellation de navarro-aragonais, de par la dépendance aragonaise du Royaume de Navarre et de son usage dans la zone non-bascophone.
La « reconquête », qui vit l'expansion du Royaume d'Aragon vers le sud sur les terres musulmanes, permit à la langue de diffuser sur tout le territoire conquis, pendant les XIIIe et XIVe siècles, au cours desquels l'extension de la langue fut maximale. La réunion entre le Royaume d'Aragon et le Comté de Barcelone, qui donna naissance en 1137 à la Couronne d'Aragon, occasionna une influence réciproque importante entre la langue aragonaise et la langue catalane. La Chancellerie Royale avait alors le latin, le catalan et l'aragonais comme langues d'usage, et occasionnellement l'occitan.

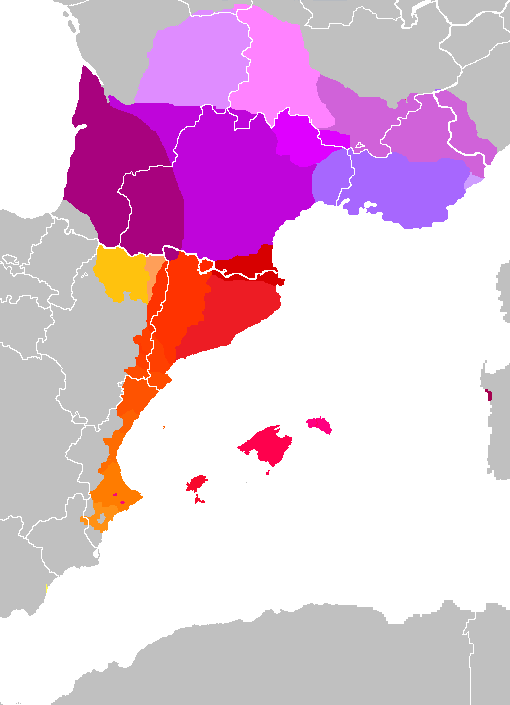
Carte des différentes langues occitano-romanes et de leurs variétés. L'aragonais est parfois considéré comme une langue de cette sous-famille des langues romanes.

La figure principale de la langue aragonaise fut sans aucun doute Juan Fernández de Heredia, qui fut grand maître des Hospitaliers de Saint Jean de Jerusalem à Rhodes. Il fut l'auteur d'un grand nombre d'œuvres en aragonais (médiéval), fut de plus le premier à traduire des ouvrages du grec vers l'aragonais.
Avec l'arrivée, en 1412, de la Maison de Trastamare à la Couronne d'Aragon, le castillan devint progressivement la langue de la cour et de la noblesse aragonaise. Les hautes classes et les noyaux urbains furent les premiers foyers d'hispanisation, reléguant petit à petit l'aragonais au rang de langue domestique et rurale, et lui faisant alors perdre progressivement son prestige dans la société.
Les siècles suivant les Décrets de Nueva Planta de Philippe V d'Espagne virent l'implantation presque totale de la langue castillane en Aragon, qui en est maintenant l'unique langue officielle, et la langue maternelle de 95 % de la population aragonaise.
À la fin du XIXe siècle, le philologue français Jean-Joseph Saroïhandy redécouvre les langues pyrénéennes (dialectes) d'Aragon, qui ont un dénominateur commun entre tous. Grâce au mécénat de Joaquín Costa, qui a fait un grand travail d'étude, de collecte et de diffusion, et qui aurait une continuité dans le XXe siècle avec trois éminents philologues internationaux : Alwin Kuhn (de), Gerhard Rohlfs et William Dennis Elcok, qui ont étudié l'existence d'une langue spécifique dans le nord de l'Aragon. Par la suite, les professeurs espagnols Menéndez Pidal et Manuel Alvar se sont plus consacrés à l'étude de la langue dans son contexte historique qu'à la diffusion de la langue vivante, en raison des restrictions du régime dictatorial de Franco.
Dans les années postérieures à la dictature de Franco, l'aragonais vécut une revitalisation notable, avec la création d'associations de défense et de promotion de la langue, l'élaboration progressive d'une standardisation des dialectes — ainsi que d'une normalisation orthographique consensuelle, une créativité artistique croissante, principalement littéraire, et une recherche de statut de langue officielle (avec le castillan) dans diverses municipalités du haut-Aragon. Cependant, en dépit de l'augmentation du nombre d'étudiants de l'aragonais et du nombre de personnes concernées par la sauvegarde de la langue, l'aide des institutions reste très faible, et l'état de conservation devient de plus en plus précaire parmi les locuteurs natifs. Aujourd'hui, les parlers aragonais les mieux conservés se trouvent dans les vallées jacetanas de Hecho (Echo) et d'Ansó, appelé Cheso, dans la vallée de Gistaín (Chistau), dans celle de Tena, particulièrement à Panticosa, ainsi que dans la Ribagorce occidentale, principalement à Benasque (Benás).

### Répartition géographique

Évolution géographique de l'aragonais.

La langue est principalement parlée dans les vallées pyrénéennes aragonaises, et s'étend vers le sud, jusqu'à Huesca, en se mâtinant progressivement de castillan. Les zones dans lesquelles on peut affirmer que l'aragonais est conservé (classées par ordre décroissant de vitalité) sont : la vallée de Bielsa, Ribagorce (où l'on peut trouver diverses variétés dialectales), la zone d'Ayerbe, la vallée de Aragüés, les hauts du Cinca, le Somontano de Barbastro, l'Alto Gállego et la vallée de Tena, le Sobrarbe central, la vallée de Basa, les rives du Gállego et la vallée de Rasal, la Jacetania, les rives de Fiscal, la Hoya de Huesca, la vallée de Broto et la vallée de Canfranc.
L'avant-projet de la loi sur les langues d'Aragon donne une liste des communes qui peuvent être déclarées zones d'usage prédominant de sa langue respective ou mode linguistique propre ou zone d'usage prédominant de l'aragonais normalisé les municipalités suivantes : Abiego, Abizanda, Adahuesca, Agüero, Aínsa-Sobrarbe, Aísa, Albero Alto, Albero Bajo, Alberuela de Tubo, Alcalá del Obispo, Alerre, Almudévar, Almunia de San Juan, Alquézar, Angüés, Ansó, Antillón, Aragüés del Puerto, Ardisa, Argavieso, Arguis, Ayerbe, Azara, Azlor, Bagüés, Bailo, Banastás, Barbastro, Barbués, Barbuñales, Bárcabo, Benasque, Berbegal, Biel, Bierge, Biescas, Bisaurri, Biscarrués, Blecua y Torres, Boltaña, Borau, Broto, Caldearenas, Campo, Canal de Berdún, Canfranc, Capella, Casbas de Huesca, Castejón de Sos, Castejón del Puente, Castiello de Jaca, Castillazuelo, Colungo, Chía, Chimillas, Estada, Estadilla, Fago, Fanlo, Fiscal, Fonz, Foradada de Toscar, El Frago, La Fueva, Gistaín, El Grado, Graus, Hoz de Jaca, Hoz y Costean, Huerto, Huesca, Ibieca, Igriés, Ilche, Jaca, Jasa, La Sotonera, Labuerda, Longás, Laluenga, Perdiguera, Lascellas-Ponzano, Laspuña, Loarre, Loporzano, Loscorrales, Lupiñén-Ortilla, Mianos, Monflorite-Lascasas, Monzón, Murillo de Gállego, Naval, Novales, Nueno, Olvena, Palo, Panticosa, Las Peñas de Riglos, Peraltilla, Perarrúa, Pertusa, Piracés, Plan, Pozán de Vero, La Puebla de Castro, Puente la Reina de Jaca, Puértolas, El Pueyo de Araguás, Quicena, Robres, Sabiñánigo, Sahún, Salas Altas, Salas Bajas, Salillas, Sallent de Gállego, San Juan de Plan, Sangarrén, Santa Cilia, Santa Cruz de la Serós, Santa Eulalia de Gállego, Santa Liestra y San Quílez, Santa María de Dulcis, Secastilla, Seira, Senés de Alcubierre, Sesa, Sesué, Siétamo, Tardienta, Tella-Sin, Tierz, Torla, Torralba de Aragón, Torres de Alcanadre, Torres de Barbués, Valle de Bardají, Valle de Hecho, Valle de Lierp, Vicién, Villanova, Villanúa, Yebra de Basa et Yésero.

### Dialectes
Il existe divers dialectes de l'aragonais, dont les proximités géographiques induisent des proximités linguistiques, certains dialectes étant plus proches du castillan, d'autres du catalan.
- Dialectes occidentaux : celui d'Ansó, du val d'Echo.
- Dialectes centraux : de la vallée de Tena, de la vallée de Bielsa et le semontanais
- Dialectes orientaux : de la vallée de Bénasque, de Gistain et de Ribagorce.

L'attribution du bénasquais (le parler de Bénasque) comme dialecte aragonais ou catalan est sujette à caution. Il faut aussi distinguer les divers parlers de Ribagorce : un premier comme variété de l'aragonais, un second, plus à l'est, comme variété du catalan.

### Codification de la langue

#### Standardisation
Une variété standard de l'aragonais est en cours d'élaboration, mais il y en a deux conceptions différentes :
- Les partisans de la graphie de Huesca (en particulier le CFA, Conseil de la Langue Aragonaise) élaborent petit à petit une variété standard dite aragonais commun ou aragonais standard, qui sélectionne plus les traits occidentaux qu'orientaux. Mais certains points ne sont pas encore totalement fixés. Faut-il préférer les participes passés en -ato -ata ou bien en -au -ada ? Faut-il accepter la forme ro/ra de l'article défini, à côté des formes plus répandues o/a et lo/la ?
- les partisans de la graphie SLA (de la Société de linguistique aragonaise) estiment que le modèle précédent de l'aragonais commun, qu'ils qualifient péjorativement néo-aragonais, se constitue bien imprudemment en faisant preuve de méconnaissance des dialectes réels, et en entérinant des formes très artificielles. Selon la SLA, ce fait provoquerait une grave déconnexion entre les locuteurs naturels et un standard inefficace. La SLA projette de faire des études approfondies des dialectes et de créer des standards dialectaux qui serviraient éventuellement de base à un standard ultérieur plus général, plus connecté avec la connaissance réelle des dialectes. La SLA insiste aussi sur le fait que le bénasquais est intermédiaire entre l'aragonais et le catalan, et mériterait de ce fait une standardisation appropriée.

#### Orthographe
L'aragonais connaît deux orthographes concurrentes :
- La grafía de Uesca (graphie de Huesca). Elle est majoritairement utilisée, mais pas complètement généralisée. Elle a été fixée en 1987 par une convention qui s'est tenue à Huesca. Elle est soutenue par le Consello d'a Fabla Aragonesa (CFA, Conseil de la Langue Aragonaise). Son principe est de noter les phonèmes de manière quasi uniforme, sans tenir compte de l'étymologie. Par exemple, v et b sont uniformisés en b ; de même ch, j, g(+e), g(+i) sont uniformisés en ch... Certaines notations calquent l'espagnol (le ñ, les signes diacritiques pour noter les accents toniques)

- La graphie SLA est apparue en 2004 avec la fondation de la Sociedat de Lingüistica Aragonesa (SLA, Société de linguistique aragonaise). Elle est minoritaire dans l'usage. Son ambition est de remplacer la graphie d'Huesca, estimée trop espagnolisée, afin de rendre à l'aragonais ses traditions graphiques médiévales et pour le rapprocher du catalan et de l'occitan. Par exemple, comme en aragonais médiéval, v et b sont distincts ; de même ch, j, g(+e), g(+i) sont distincts ; on écrit ny à la place de ñ. les accents fonctionnent un peu comme en catalan et en occitan.

Le manque de généralisation complète de la graphie d'Huesca et sa contestation par la SLA ont généré la création de l'Academia de l'Aragonés (Académie de l'Aragonais) en 2005. Ce nouvel organisme a reçu le soutien de quelques associations pour trouver une orthographe plus consensuelle ainsi que pour élaborer un aragonais standard : son travail est en cours et ses résultats se sont pas encore publiés.
| Comparaison entre les deux orthographes de l'aragonais   | Comparaison entre les deux orthographes de l'aragonais                                                                            | Comparaison entre les deux orthographes de l'aragonais | Comparaison entre les deux orthographes de l'aragonais |
| phonèmes                                                 | graphie de Huesca | graphie SLA |                                                        |
| -------------------------------------------------------- | --- | --- | ------------------------------------------------------ |
| /a/                                                      | a | a |                                                        |
| /b/                                                      | b Ex: bien, serbizio, bal, autibo, cantaba                                                                                        | b, v selon l'étymologie, comme en catalan et en occitan. Ex: bien, servício, val, activo, cantava |                                                        |
| /k/                                                      | - c - qu devant e, i | - c - qu devant e, i |                                                        |
| /kw/                                                     | cu comme en espagnol Ex: cuan, cuestión                                                                                           | comme en catalan et un peu comme en occitan : - qu devant a, o. - qü devant e, i. Ex: quan, qüestion. |                                                        |
| /tʃ/                                                     | ch Ex: chaminera, minchar, chustizia, cheografía                                                                                  | - ch. - j (g devant e, i) selon l'étymologie, comme en catalan et en occitan. Ex: chaminera, minjar, justícia, geografia |                                                        |
| /d/                                                      | d | d |                                                        |
| /e/                                                      | e | e |                                                        |
| /f/                                                      | f | f |                                                        |
| /g/                                                      | - g - gu devant e, i | - g - gu devant e, i |                                                        |
| /gw/                                                     | - gu devant a, o - gü devant e, i                                                                                                 | - gu devant a, o - gü devant e, i |                                                        |
| h étymologique, muet depuis le latin                     | Non noté. Ex: istoria | Noté comme en aragonais médiéval et en catalan. Ex: história |                                                        |
| /i/                                                      | i | i |                                                        |
| /l/                                                      | l | l |                                                        |
| /ʎ/                                                      | ll | ll |                                                        |
| /m/                                                      | m | m |                                                        |
| /n/                                                      | n | n |                                                        |
| /ɲ/                                                      | ñ comme en espagnol Ex: añada | ny comme en aragonais médiéval et comme en catalan. Ex: anyada |                                                        |
| /o/                                                      | o | o |                                                        |
| /p/                                                      | p | p |                                                        |
| /r/                                                      | r | r |                                                        |
| /rr/                                                     | - rr - r- en début de mot | - rr - r- en début de mot |                                                        |
| /s/                                                      | s (même entre deux voyelles, jamais ss*)                                                                                          | s (même entre deux voyelles, jamais ss*) |                                                        |
| /t/                                                      | t | t |                                                        |
| -t final et étymologique, muet en aragonais contemporain | Non noté. Ex: soziedá, debán, chen                                                                                                | Noté comme en aragonais médiéval, en catalan et en occitan. Ex: sociedat, devant, gent |                                                        |
| /u, w/                                                   | u | u |                                                        |
| /jʃ/ (dialectes orientaux) /ʃ/ (dialectes occidentaux)   | x Ex: baxo | - ix (dialectes orientaux). - x (dialectes occidentaux). Ex: baixo (oriental) = baxo (occidental) |                                                        |
| /j/                                                      | - y en début de mot et entre deux voyelles - i dans les autres cas                                                                | - y en début de mot et entre deux voyelles - i dans les autres cas |                                                        |
| /θ/                                                      | z Ex: zona, Probenza, fez, zentro, serbizio, realizar.                                                                            | - z devant a, o, u, en début de mot. - ç devant a, o, u, à l'intérieur du mot. - z en fin de mot. - c devant e, i. - z dans les mots internationaux (mots savants grecs, emprunts, avec un z à l'origine). Ex: zona, Provença, fez, centro, servício, realizar. |                                                        |
| formes savantes                                          | On note les tendances à l'assimilation, comme dans la norme mistralienne de l'occitan. Ex: dialeuto, estensión ainsi que lecsico. | On ne note pas toutes les tendances à l'assimilation comme dans la norme classique de l'occitan. Ex: dialecto, extension et lexico. |                                                        |
| notation de l'accent tonique (en gras dans les exemples) | Modèle espagnol. Ex: - istoria, grazia, serbizio - mitolochía, cheografía, María, río - atenzión - choben, cantaban               | Modèle catalan, occitan et portugais. Ex: - história, grácia, servício - mitologia, geografia, Maria, rio - atencion - joven, cantavan ("jove, cantavan") |                                                        |